# قرص فونوغراف

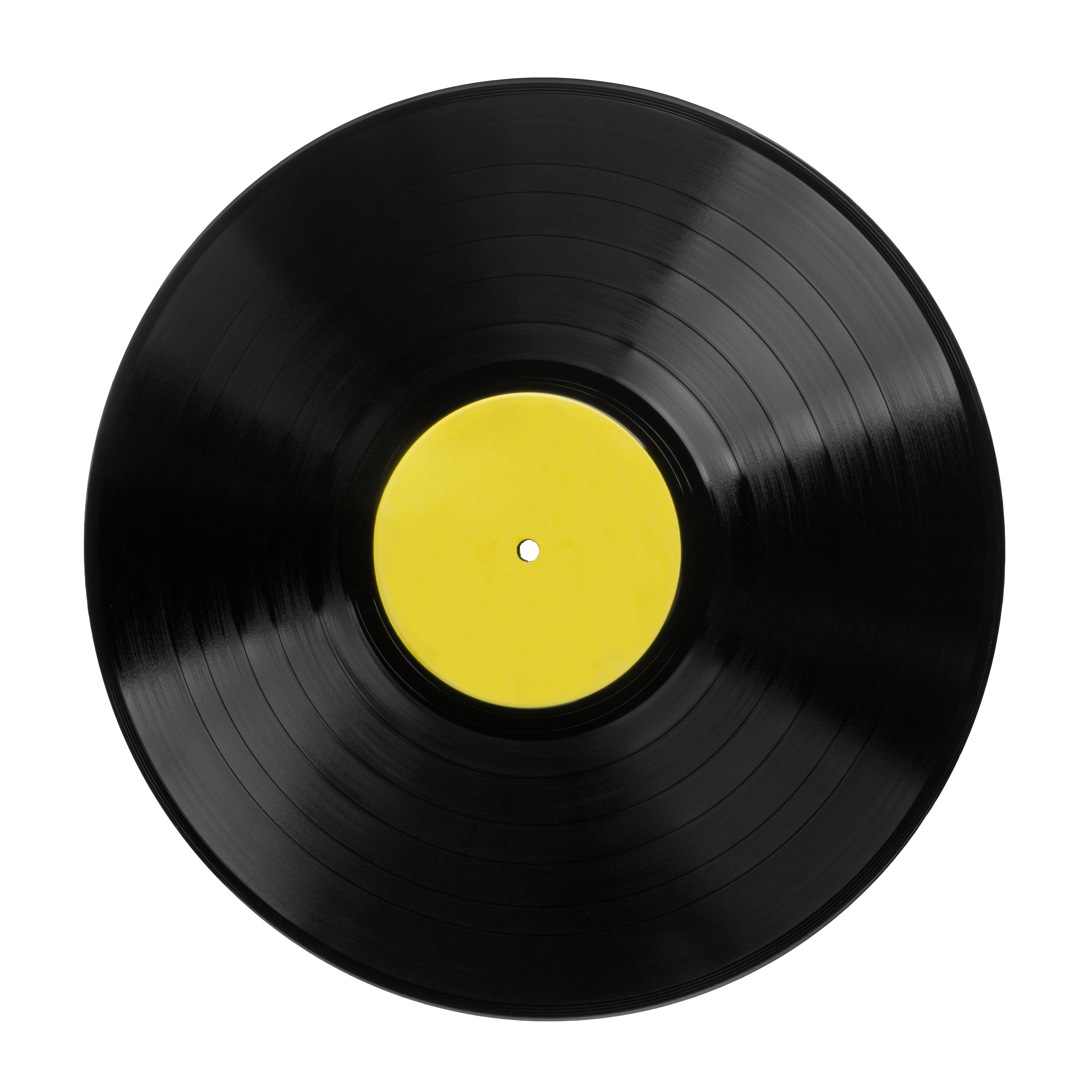
قرص فينيل بحجم 12 بوصة

قرص الحاكي أو الفونوغراف هو صوت إشارة تشابهية مخزن على شكل قرص مسطح به اخاديد حلزونية، ويبدأ الأخدود من محيط القرص وينتهي عند مركز القرص. في البداية كانت الاقراص تصنع من الشيلاك، وفي الخمسينيات أصبحت تصنع من كلوريد متعدد الفينيل. وحالياً تسمى قرص فينيل أو فينيل اختصاراً